# Bifenyl
Bifenyl (též difenyl, fenylbenzen, 1,1'-bifenyl nebo lemonen) je aromatická organická sloučenina. Tvoří bezbarvé krystaly a má charakteristickou příjemnou vůni. Bifenyl je aromatický uhlovodík se vzorcem (C6H5)2, je tvořen dvěma benzenovými jádry spojenými jednoduchou vazbou (sigma). Je znám jako výchozí surovina pro výrobu polychlorovaných bifenylů (PCB), které se dříve široce používaly například jako dielektrické kapaliny nebo teplonosná média. Je také surovinou pro výrobu dalších organických sloučenin, například emulgátorů, optických zjasňovačů, insekticidů nebo plastů.

## Vlastnosti
Bifenyl se přirozeně vyskytuje v uhelném dehtu, ropě a zemním plynu; z těchto surovin ho lze izolovat destilací. Dá se také syntetizovat pomocí Grignardova činidla, například bromidu fenylhořečnatého a reakcí s brombenzenem. Bifenyl je nerozpustný ve vodě, rozpouští se ale v běžných organických rozpouštědlech. Sám o sobě není příliš reaktivní. Může však vstupovat do mnoha reakcí typických pro benzen, například do elektrofilních aromatických substitučních reakcí působením halogenů za přítomnosti Lewisovy kyseliny.

## Stereochemie
Rotace okolo vazby mezi benzenovými kruhy v bifenylu, zvláště u jeho ortho-substituovaných derivátů, mění prostorovou geometrii molekuly. Proto některé substituované bifenyly vykazují atropizomerismus, tedy že jednotlivé C2-symetrické izomery jsou opticky stabilní. Některé deriváty a příbuzné molekuly (např. BINAP) mají uplatnění jako ligandy v asymetrické syntéze. U nesubstituovaného bifenylu je rovnovážný torzní úhel 44,4° a torzní bariéry jsou poměrně nízké, 6,0 kJ/mol při 0° a 6,5 kJ/mol při 90°. Přidáním ortho-substituentů se bariéry výrazně zvyšují – například u derivátu 2,2'-dimethyl je to 72,8 kJ/mol.

## Biologické účinky
Bifenyl brání růstu plísní a dalších hub, proto se používá jako konzervant (v potravinářství má číslo E230, používá se v kombinaci s E231, E232 a E233), zvláště pro ochranu citrusových plodů během transportu.
Je mírně toxický, podléhá však biologické degradaci na netoxické sloučeniny. Některé bakterie jsou schopny hydroxylovat bifenyl a jeho polychlorované deriváty (PCB). Bifenyl je součástí aktivní skupiny v antibiotiku oritavancinu.

## Bifenylové sloučeniny
Substituované bifenyly lze připravovat synteticky různými cross-couplingovými reakcemi (například Suzukiho) nebo Ullmannovou reakcí; mají široké uplatnění. Polychlorované bifenyly se dříve používaly pro přenos tepla a k elektrické izolaci, polybromované bifenyly se používají jako zpomalovače hoření. Bifenyl se vyskytuje také v některých léčivech, například valsartanu nebo telmisartanu. Zkratka E7 označuje směs kapalných krystalů složenou z několika kyanobifenylů s dlouhými alifatickými řetězci; používá se v displejích (LCD). Benzidinové deriváty se používají v barvivech a polymerech. Výzkum kandidátů na bifenylové kapalné krystaly se zaměřuje hlavně na molekuly s vysoce polárními konci (například s kyanoskupinami nebo halogeny) a s alifatickými řetězci.